# دزد و پاسبان
دزد و پاسبان فیلمی به کارگردانی محمود کوشان و نویسندگی مسعود اسدالهی، نصرت‌الله کریمی محصول سال ۱۳۴۸ است.

## خلاصه داستان
برادرزادهٔ دزد و دختر پاسبانی با هم آشنا شده و شیفتهٔ هم می‌شوند. با شکل گرفتن روابط این دو خانواده، دزد و پاسبان نیز روابط دوستانه ای باهم پیدا می‌کنند. در حالی که پاسبان همیشه به دنبال دزد بوده‌است. سرانجام در جشن عروسی دختر پاسبان و برادرزاده دزد، پاسبان موفق می‌شود که دزد را با میل خودش تسلیم شده گرفتار کند.

## بازیگران
- تقی ظهوری
- حبیب‌الله بلور
- مسعود اسدالهی
- مهری رحمانی
- علی میری
- ثریا بهشتی
- منصور متین
- سیمین غفاری
- فرخ لقا هوشمند
- حمیده خیرآبادی
- اسدالله یکتا